# سوبر كونترا
سوبر كونترا (بالإنجليزية: Super Contra)‏ (باليابانية: スーパー魂斗羅 エイリアンの逆襲) ، هي لعبة إلكترونية أنتجها شركة كونامي عام 1988م، وهي من نوع لعبة أقتل واجري، صدرت عام 1988م، وتدعم أنظمة التشغيل المتعددة ومنها نينتندو انترتنمنت سيستم وآي بي إم للحاسب الشخصي وأميغا ونحو ذلك.

## وصلة خارجية
- سوبر كونترا على موقع IMDb (الإنجليزية)
- سوبر كونترا على موقع القائمة القاتلة لألعاب الفيديو